# Slabčice
Slabčice jsou obec v okrese Písek v Jihočeském kraji. Žije zde 370 obyvatel.

## Historie
První písemná zmínka o vesnici pochází z roku 1379.

## Obyvatelstvo
| Rok            | 1869  | 1880  | 1890  | 1900  | 1910  | 1921  | 1930 | 1950 | 1961 | 1970 | 1980 | 1991 | 2001 | 2011 | 2021 |
| -------------- | ----- | ----- | ----- | ----- | ----- | ----- | ---- | ---- | ---- | ---- | ---- | ---- | ---- | ---- | ---- |
| Počet obyvatel | 1 185 | 1 138 | 1 066 | 1 025 | 1 023 | 1 036 | 956  | 693  | 705  | 613  | 502  | 404  | 350  | 321  | 373  |
| Počet domů     | 148   | 156   | 160   | 163   | 164   | 165   | 185  | 187  | 177  | 167  | 151  | 170  | 183  | 201  | 209  |

## Obecní správa
Mezi lety 1850–1920 patřily Slabčice jako osada obce k Písecké Smolči v okrese Písek. Od roku 1920 jsou obcí v okrese Písek (1920–1930), posléze v okrese Milevsko (1950) a později opět v okrese Písek.

### Části obce
Obec Slabčice se skládá že čtyř částí na třech katastrálních územích.
- Slabčice (i název k. ú.)
- Březí (leží v k. ú. Písecká Smoleč)
- Nemějice (i název k. ú.)
- Písecká Smoleč (i název k. ú.)

### Obecní symboly
Znak a vlajka byly obci uděleny rozhodnutím předsedy Poslanecké sněmovny Parlamentu České republiky dne 14. ledna 2000.

## Pamětihodnosti
- Výraznou dominantou obce je kostel svatého Josefa Dělníka, který se nachází na návsi. Kostel je vedený v Seznamu kulturních památek v okrese Písek.
- Vedle kostela se nalézá na vysokém kamenném dříku zdobný kříž.
- na území obce se nachází kopec Burkovák, též zvaný Tábor. Na jeho úbočí je kamenný kruh z menhirů.

## Galerie

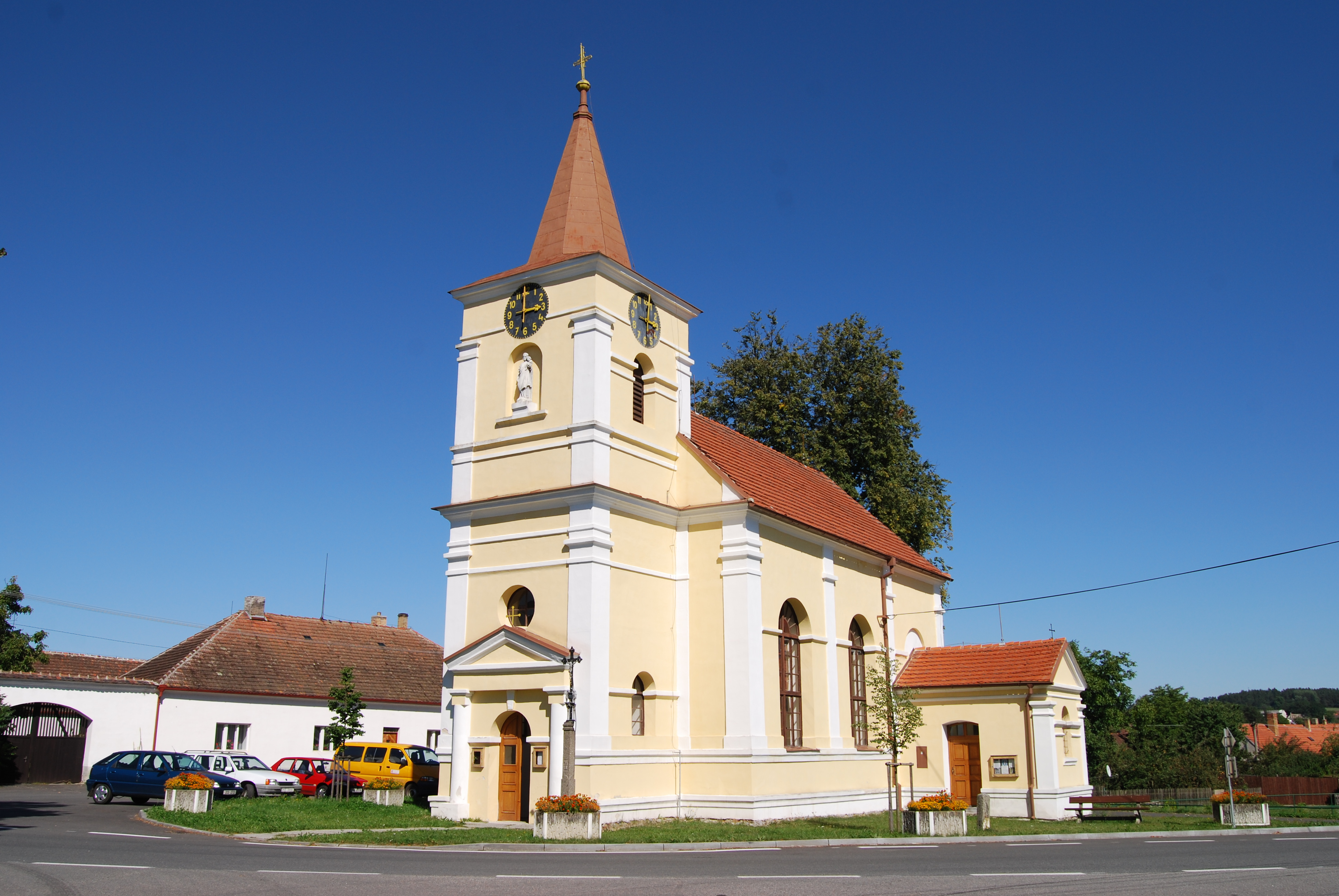
Kostel svatého Josefa
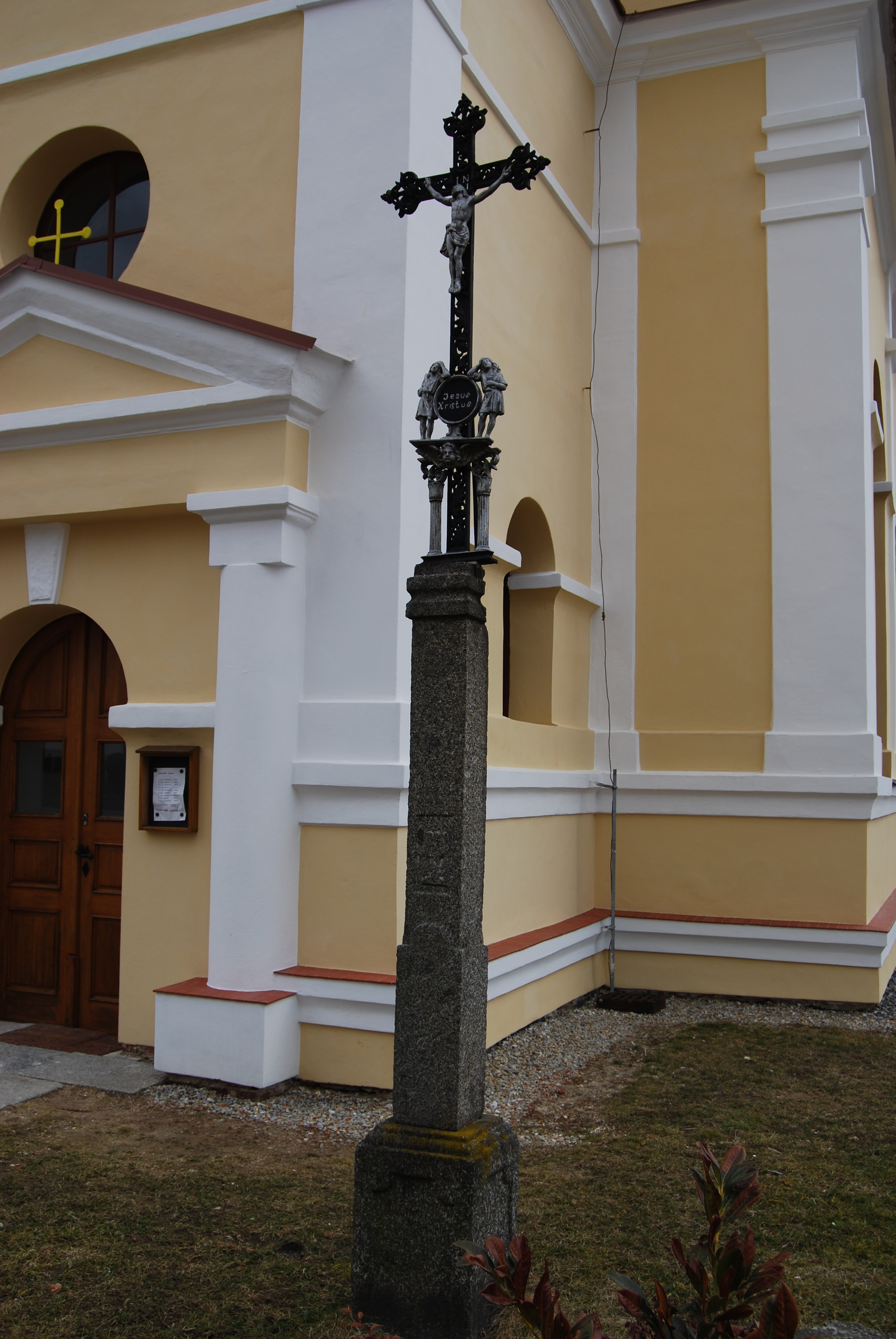
Kříž vedle kostela
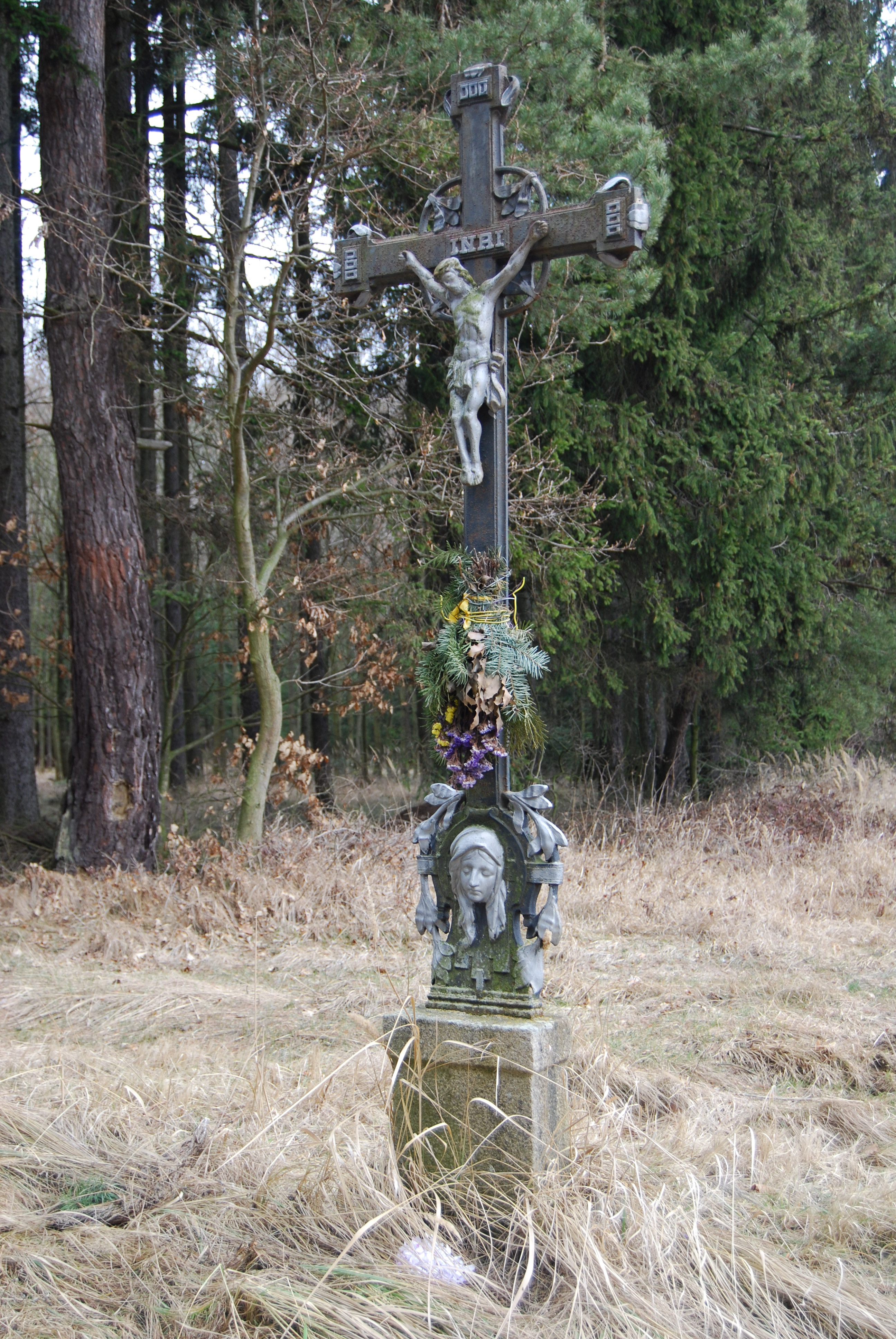
Kříž poblíž obce
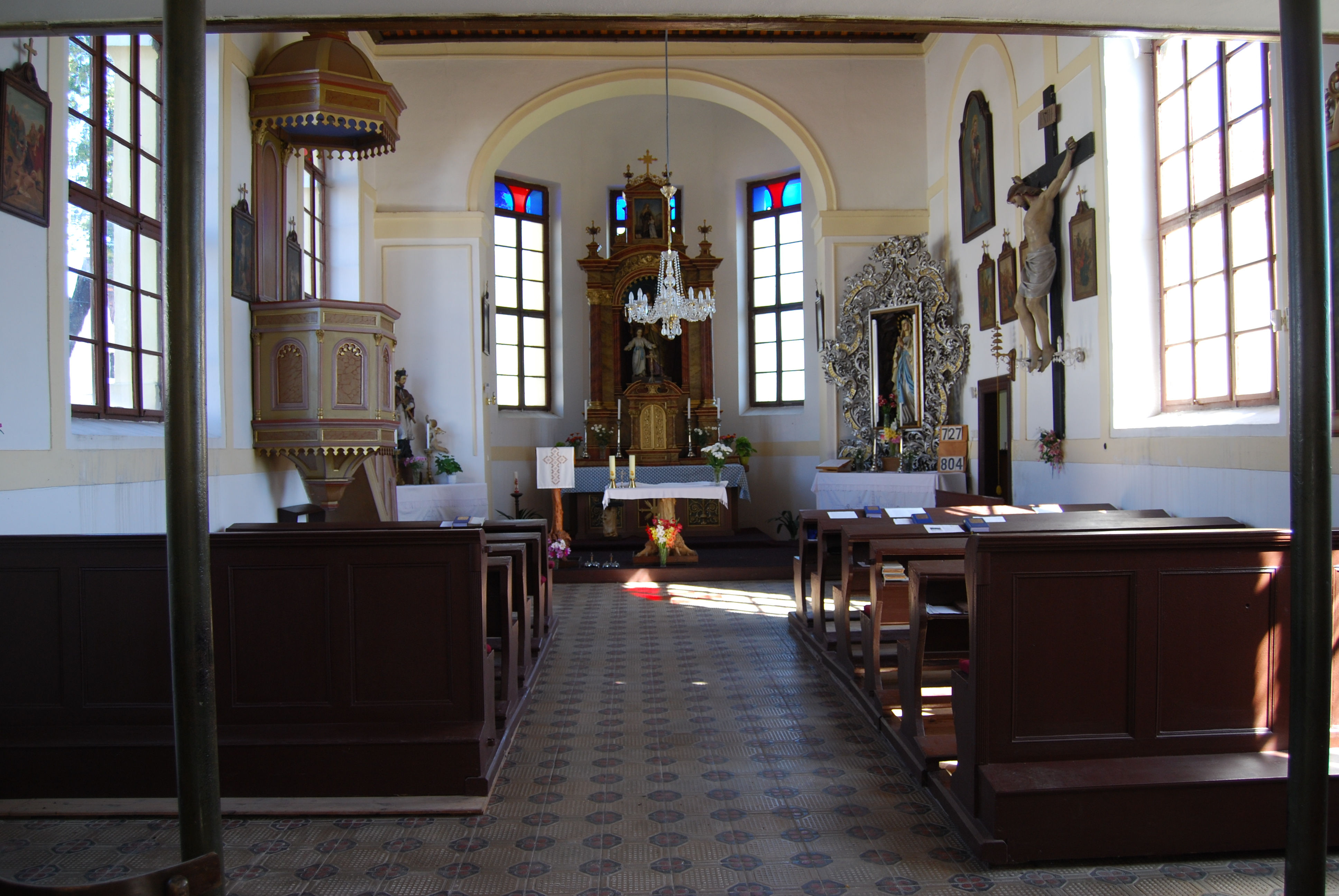
Interiér kostela